# Joan Ignasi Valentí Marroig
Joan Ignasi Valentí Marroig   (Palma, 1901 - 1936) va ser un psiquiatre mallorquí.
Estudià el batxillerat a l'Institut Balear amb la promoció que es titulà el 1918. A la Universitat de Barcelona es va llicenciar en ciències naturals (1922) i en medicina (1925) i s'hi doctorà en medicina (1926). Va ser ajudant interí a la càtedra d'Higiene de la Facultat de Medicina de la Universitat de Barcelona. El 1930 va fer estudis de psiquiatria a París. Muntà a Palma una consulta privada, el 1927, on atenia una clientela nombrosa. Treballà a la Clínica Mental i va ser inspector municipal de sanitat de Palma. Entre 1928 i 1930 va ser professor interí de Ciències Naturals de l'Institut de Segona Ensenyança de Palma. El 1933 obtingué el títol de mestre a l'Escola Normal de Mestres de Palma. Fou un dels primers en preocupar-se de treballadors socials i de la necessitat de treballar amb els menors amb problemes mentals. El 1933 va fer part d'una comissió de la Diputació Provincial encarregada d'estudiar els problemes infantils. El 1933 va dirigir la secció de psiquiatria infantil del Museu Pedagògic Provincial de les Balears. Fou nomenat inspector municipal de sanitat. El 1936 signà el manifest Resposta dels mallorquins al missatge dels catalans. De 1934 a 1935 va ser el secretari del Col·legi Oficial de Metges de les Balears. Va ser membre de l'Associació per la Cultura de Mallorca. Publicà treballs de la seva especialitat i articles a la premsa. A títol pòstum va ser nomenat magister de la Maioricensis Schola Lullística.

## Obra
- La paràlisi general masculina al manicomi de Palma de Mallorca (1931)
- La lluita contra la follia. Assaig de vulgarització (1931)
- Escoles per a anormals i escoles per a superdotats (Ideari a desenrotllar) (1934)